# ویتنی هیوستون: می‌خوام با کسی برقصم
ویتنی هیوستون: می‌خوام با کسی برقصم (انگلیسی: Whitney Houston: I Wanna Dance with Somebody) فیلم درام موزیکال زندگی‌نامه‌ای آمریکایی سال ۲۰۲۲ به کارگردانی کیسی لمونز است. این فیلم از فیلم‌نامه‌ای به نویسندگی آنتونی مک‌کارتن، بر اساس زندگی و کار خوانندهٔ آمریکایی ویتنی هیوستون ساخته شد. نائومی آکی در نقش هیوستون، در کنار استنلی توچی، اشتون ساندرس، تامارا تیونی، نافیسا ویلیامز، کلارک پیترس و بریا دنیل سینگلتون از بازیگران فیلم هستند.
در اوایل سال ۲۰۲۰ فیلم زندگی‌نامه‌ای دارای مجاز در مورد زندگی هیوستون اعلام شد. آکی در دسامبر همان سال به‌عنوان نقش اصلی انتخاب شد و سایر بازیگران اواخر سال آینده وارد پروژه شدند. فیلمبرداری با بودجه ۴۵ میلیون دلاری از اوت تا دسامبر ۲۰۲۱ در ماساچوست و نیوجرسی صورت گرفت.
ویتنی هیوستون: می‌خوام با کسی برقصم در ۲۳ دسامبر ۲۰۲۲ به‌وسیلهٔ گروه سینمایی سونی پیکچرز در ایالات متحده منتشر شد. این فیلم نقدهای متفاوتی از منتقدان دریافت کرد که نقش‌آفرینی آکی و توچی و نیز موسیقی و صحنه‌ها را ستایش کردند اما فیلم‌نامه نقد شد.

## بازیگران
- نائومی آکی در نقش ویتنی هیوستون
- استنلی توچی در نقش کلایو دیویس، تهیه‌کننده موسیقی و دوست پشتیبان ویتنی
- اشتون ساندرس در نقش بابی براون، شوهر ویتنی
- تامارا تیونی در نقش سیسی هیوستون، مادر ویتنی
- نفیسی خودم ویلیامز در نقش رابین کرافورد، دوست، دستیار و دوست دختر سابق ویتنی. ویلیامز قبلاً نقش شخصیت دیگری را در  فیلم تلویزیونی ۲۰۱۵ دربارهٔ ویتنی هیوستون بازی کرد.[۴]
- کلارک پیترس در نقش جان هیوستون، پدر سخت‌گیر ویتنی
- دیو هرد در نقش ریکی مینور، کارگردان موسیقی ویتنی
- بریا دنیل سینگلتون در نقش بابی کریستینا براون، دختر نوجوان ویتنی و بابی
  - بیلی لوپس در نقش بابی کریستینا براون جوان
- کریس سیدبری در نقش پاتریشیا «پت» هیوستون، زن برادر ویتنی

## بازخورد
در وبگاه جمع‌آوری نقد راتن تومیتوز، ٪۴۳ از ۱۳۰ بررسی منتقدان مثبت است و میانگینِ امتیاز آن ۵٫۳/۱۰ است. اجماع این وبگاه چنین می‌نویسد: «ویکی-زندگی‌نامه‌ای دیگری برای آیندگان، می‌خوام با کسی برقصمِ نسبتاً قابل تماشا به شما این حس را می‌دهد که با ویتنی هیوستون روی صحنه بودید، اما واقعاً نتوانستید با او برقصید.» این فیلم در متاکریتیک که از میانگین وزنی استفاده می‌کند، بر اساس نظر ۴۴ منتقدین امتیاز ۵۱ از ۱۰۰ را کسب کرده که نشان‌گر «نقدهای مختلط یا متوسط» است. تماشاگران شرکت‌کننده در نظرسنجی سینماسکور به فیلم متوسط نمرهٔ «A» در مقیاس A + تا F دادند، در حالی که پست‌ترک گزارش کرد ۸۸٪ از مخاطبان به فیلم نمره مثبت داده‌اند و ۶۸٪ گفته‌اند که قطعاً آن را توصیه می‌کنند.